# Zwickl (Sankt Wolfgang)
Zwickl ist ein Einödhof in der Gemarkung Schönbrunn, Gemeinde Sankt Wolfgang im oberbayerischen Landkreis Erding in Bayern. 

## Lage und Geschichte
Der Hof, der südlich des Rimbachs an einem Nordhang liegt, ist mutmaßlich das einzig noch an originaler Stelle existierende Wohnstallgebäude des Landkreises aus dem 16. Jahrhundert. Er ist zugleich das älteste Profandenkmal im Landkreis.

## Auszeichnung
Für die Renovierung wurden die Besitzer (Anni und Anton Daumoser) im Jahr 2019 mit der Bayerischen Denkmalschutzmedaille geehrt.

## Beschreibung
Das Wohnstallhaus des Hofs liegt auf einer bis zum Jahr 1130 zurückverfolgbaren Herdstelle. Der auf einem hohen tonnengewölbten Kellergeschoss errichtete eingeschossige Flachsatteldachbau wurde bereits länger als Bauernhaus genutzt. Der Kniestock wurde auf das Jahr 1580 datiert. 
Um 1800 erfolgten Umbauten im Erdgeschoss. Der zum Hang stehende Wirtschaftsteil wurde 1850 verlängert. Davon abgesehen sind der bauzeitliche Grundriss und die Kubatur des Gebäudes unverändert erhalten. 1930 wurde die Außenmauer des Erdgeschosses erneuert, während der Blockbalkenbau im Innern erhalten blieb.
Durch eine Besonderheit des Kniestocks war der Westteil des Obergeschosses bewohnbar. Die Binnenwände, die Decken, die niedrigen Türen und die kleinen quadratischen Fenster mit teils originalen Schiebefenstern sind unverändert aus der Bauzeit erhalten geblieben.
Im Januar 2014 wurde eine Notsicherungsmaßnahme des stark einsturzgefährdeten Stallteils durchgeführt. In den Jahren 2016 und 2017 wurde der historische Blockbau in enger Abstimmung mit den Denkmalschutzbehörden renoviert.